# Papyrus

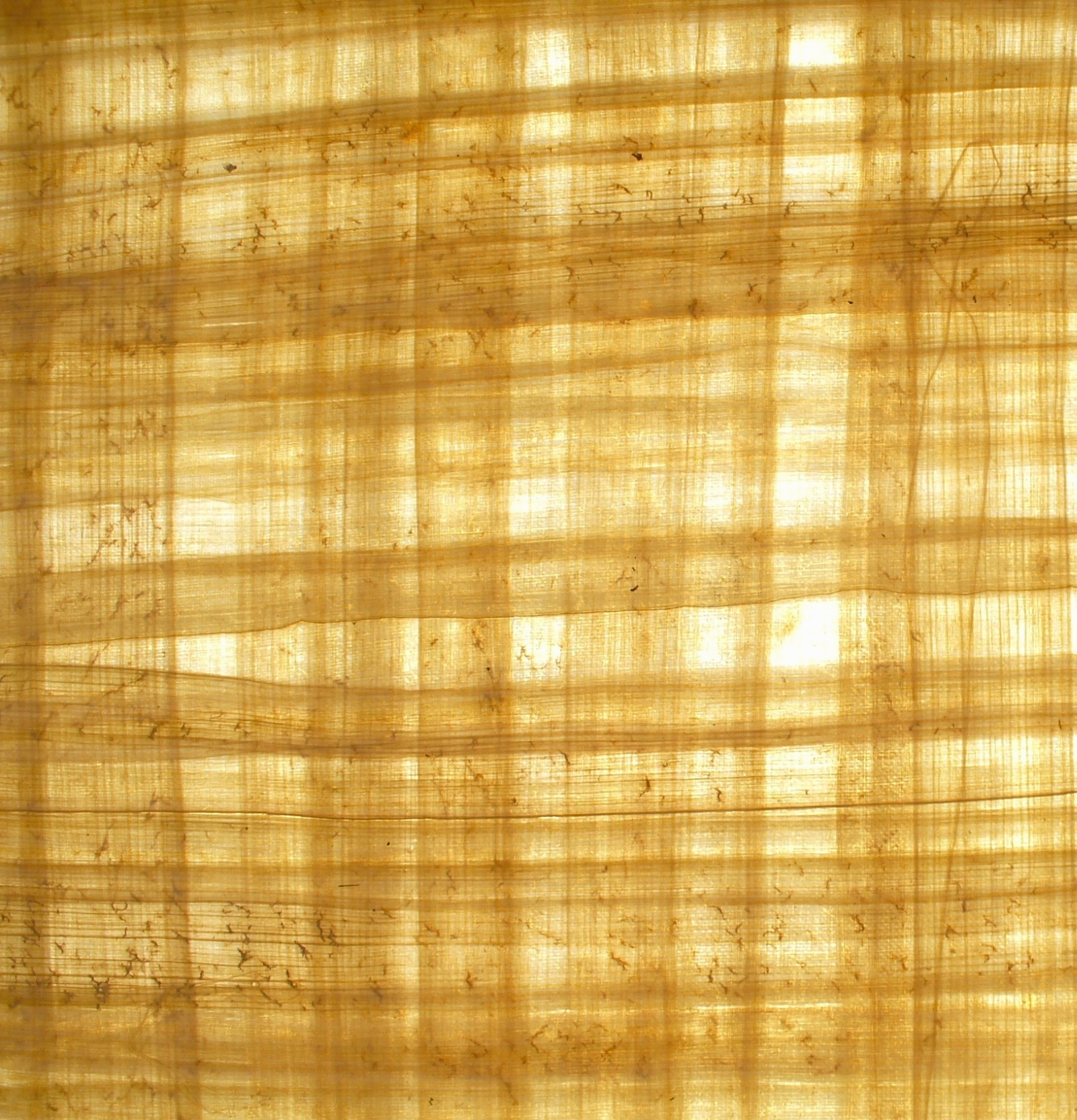
Unbeschriebenes Papier aus Papyrus

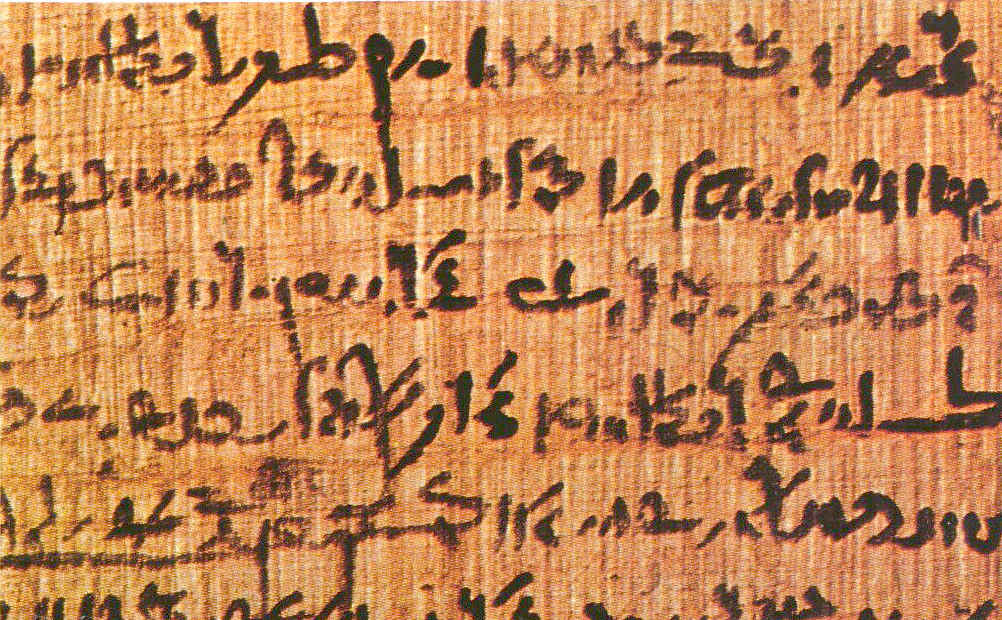
altägyptischer Papyrus mit Text in Demotischer Schrift

Papyrus bezeichnet seit der Neuzeit neben dem aus den Fasern des Echten Papyrus (Cyperus papyrus) hergestellten Beschreibstoff der Schriftkultur des Altertums oft auch den auf Papyrus überlieferten Text. Zunächst im Alten Ägypten und später dann im gesamten antiken Mittelmeerraum erfüllte der Papyrus als Grundlage der Schriftlichkeit eine ähnliche Funktion, wie sie dem Papier zuerst in der Schriftkultur Chinas, dann der Islamischen Kultur und schließlich der Westlichen Welt zukommt. Dagegen waren im Alten Orient, abgesehen von Ägypten, mit der Keilschrift beschriftete ungebrannte Tontafeln die wichtigste Grundlage der Schriftlichkeit.

## Bezeichnung
Aus der Sprache des Alten Ägypten sind verschiedene Begriffe überliefert:
| T | w | f · y | Hn · Z2ss |

| T | w | f · y | Hn · Z2ss |

| M13 |

| M13 |

Der für das Schreiben bearbeitete Papyrus wurde „djema“ (ḏmˁ) genannt, ein einzelnes Blatt „qahet“ (q3ḥt), griechisch σελίς, Plural: σελίδες (selis, pl. selides), lateinisch plagula, und eine Rolle „aret“ (ˁrt), griechisch βίβλος (bíblos), βιβλίον (biblíon), τεῦχος (teuchos) oder χάρτης (chártēs), lateinisch liber, libellus, volumen oder charta.
Das griechische Wort πάπυρος [ˈpapyros] geht möglicherweise auf ein rekonstruiertes ägyptisches Wort „pa-en-per-aa“ (p3-n-pr-ˁ3) zurück, das etwa „das des Pharao“ bedeutet. Dies könnte ein Hinweis darauf sein, dass die Herstellung von Papyrus während der Ptolemäerzeit unter königlichem Monopol stand. Von πάπυρος stammt über lateinisch papyrus (Nebenform papyros) und früh-neuhochdeutsch papyr das mittelniederdeutsche papîr und das deutsche Wort Papier ab.

## Herstellung und Formate

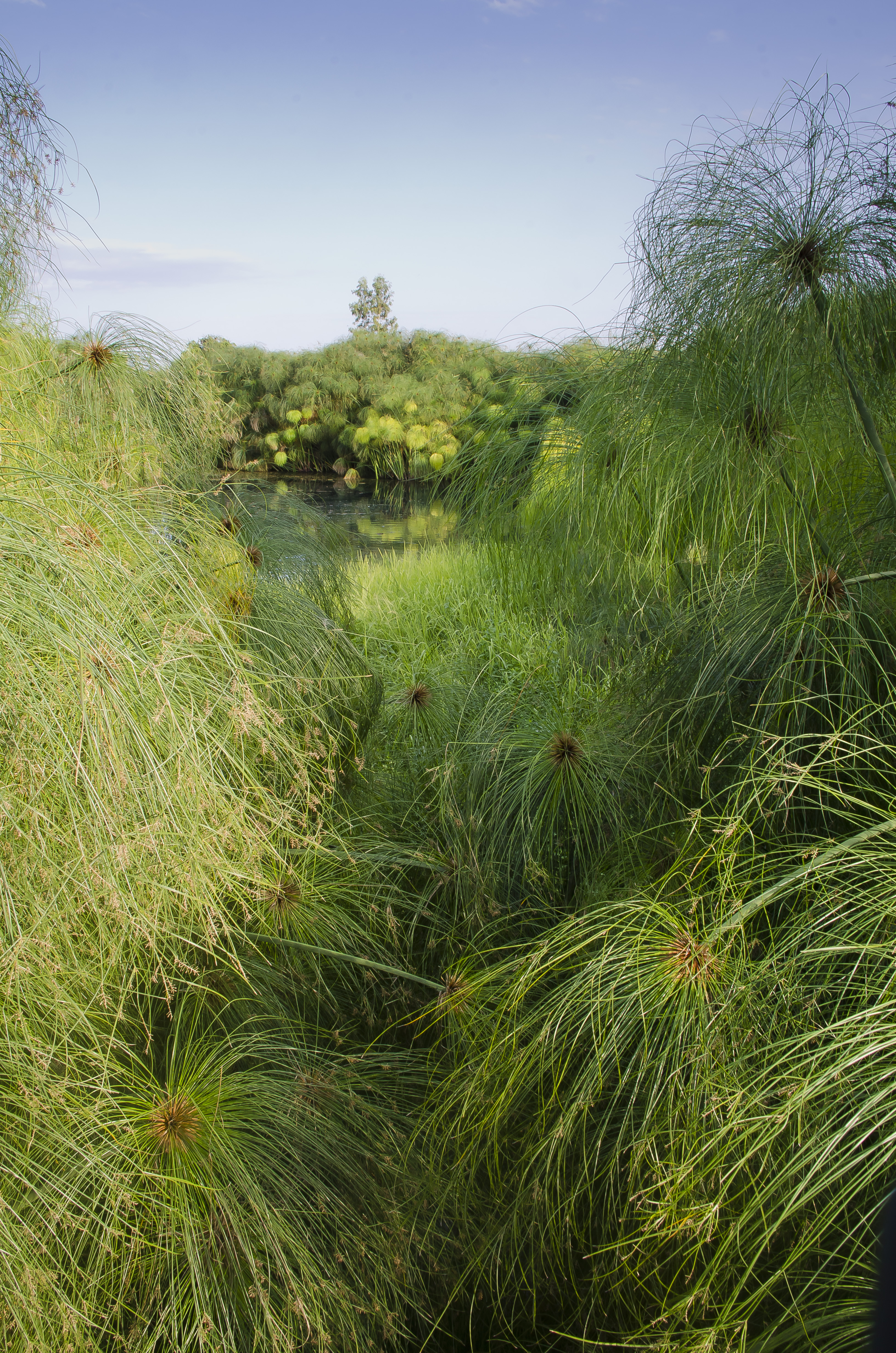
Echter Papyrus (Cyperus papyrus)

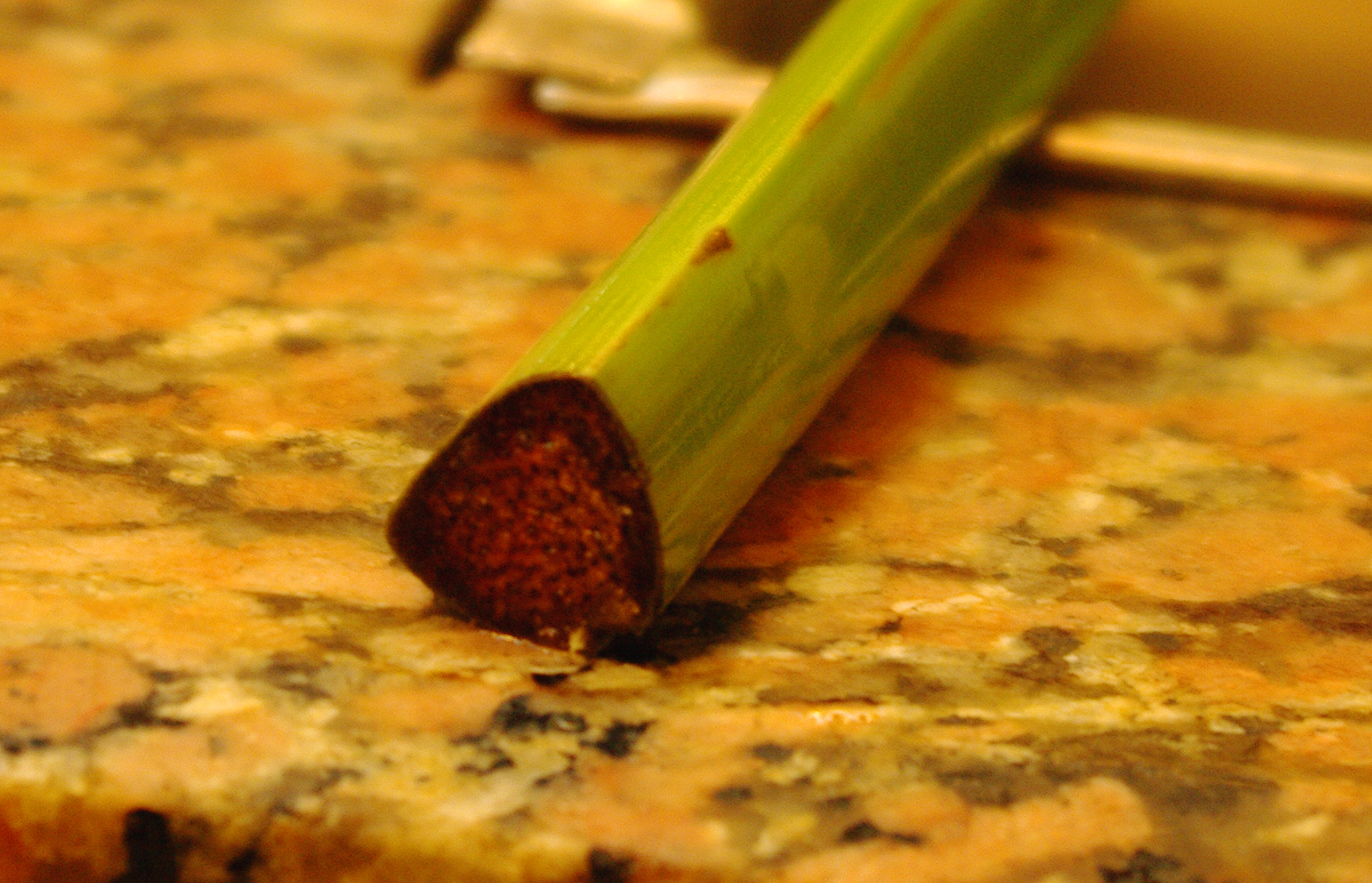
Querschnitt durch einen Papyrus-Staudenstängel

Verschiedene Schnittarten durch einen Papyrus-Staudenstängel für die Blatt- bzw. Rollenherstellung

Im antiken Ägypten wurden vermutlich bereits seit dem 3. Jahrtausend v. Chr. die ersten Papyri als Beschreibstoff hergestellt. Den Rohstoff lieferte der Echte Papyrus (Cyperus papyrus), eine Art aus der Gattung Zypergräser (Cyperus), die Wuchshöhen von bis zu 5 Metern erreichen kann.
Die Herstellung des Beschreibmaterials Papyrus findet sich bei Plinius dem Älteren im 1. Jahrhundert n. Chr. im 13. Buch seiner Naturgeschichte. Das Mark des Pflanzenstängels wird in bis zu 4 Zentimeter breite Streifen geschnitten, die leicht überlappend aneinandergelegt werden. Zwei einander kreuzweise überlagernde Schichten dieser Streifen werden zu einem festen Blatt gepresst und geklopft, das von der Klebekraft des stärkehaltigen Pflanzensafts zusammengehalten wird. Dann wird die so entstandene Platte getrocknet und poliert. Danach kann das Material bemalt oder beschrieben werden.
Mit einem Spezialleim, dessen Rezeptur Plinius überlieferte, werden die Blätter satiniert und in einheitlicher Faserrichtung zu Bahnen von unterschiedlichen Formaten verklebt, die zu Rollen gewickelt aufbewahrt wurden. Dabei rollte man eine lange Papyrusbahn stets so, dass die waagerechten Streifen des Staudenmarks auf der Innenseite oben lagen. Anschließend konnten deshalb die Papyrusrollen mit den Streifen und nicht gegen sie beschrieben werden.
In späterer Zeit wurden geheftete Papyrusblätter auch zu Kodizes verarbeitet. Die Bahnen der Rollen, die für griechische und lateinische literarische Texte verwendet wurden, haben eine Höhe von durchschnittlich ca. 30 Zentimetern, sie schwankte aber zwischen 12 und ca. 48 Zentimetern. Die Bahnlänge beträgt für praktische Zwecke meist 5 bis 6 Meter, kann für literarische Texte bis 16 Meter, ausnahmsweise sogar bis über 40 Meter (P. Harris I) erreichen. Die Breite der verklebten Blätter ging allmählich von bis zu 66 Zentimetern im Alten Reich über ca. 40 Zentimeter im mittleren Reich auf ca. 20 Zentimeter im Neuen Reich zurück. Plinius unterscheidet sechs Qualitätsstufen des Papyrus: von der feinen hieratica („Heilige“) oder Augusta („Kaiserliche“) bis zur groben emporitica (Packpapier). Einzelblätter wurden für Briefe, Urkunden und archivalische Aufzeichnungen verwendet. Im Zuge der Archivierung wurden solche einzelnen Dokumente zuweilen nachträglich zu Bahnen zusammengeklebt, um sie als Rollen lagern zu können.
Noch im 6. Jahrhundert fügte Cassiodor dem amtlichen Schreiben an einen Steuerbeamten (canonicarius) im Büro des Prätorianerpräfekten ein Enkomion des Papyrus bei.
Später wurde der Name auf den in China erfundenen Beschreibstoff – eben das Papier – übertragen, das vermittelt durch die Kulturkontakte zum byzantinischen Reich und zur arabischen Welt in Palästina, Sizilien und Süditalien sowie auf der iberischen Halbinsel seit dem 14. Jahrhundert auch in Europa seinen Siegeszug antrat.

## Schreibmaterialien
Auf Papyrus wurde anfangs nur mit schwarzer und roter Farbe geschrieben. Die schwarze Farbe bestand aus Ruß und einer Lösung von Gummi arabicum, die rote Farbe wurde auf Ocker-Basis hergestellt. Als Schreibgerät diente ein Pinsel aus Binsen, in griechisch-römischer Zeit ein Schreibrohr, griechisch κάλαμος (kálamos), lateinisch calamus.
Heute wird Papyrus vorrangig als Souvenir für Touristen produziert. In größeren Orten haben sich Papyrus-Manufakturen etabliert, in welchen den Besuchern die Herstellung des Grundmaterials gezeigt wird und wo Papyri vor allem nach Vorlagen aus altägyptischen Tempeln bemalt werden. Zusätzlich werden preiswerte Papyri mit gedruckten Bildern hergestellt, beispielsweise Jahreskalender.

## Geschichte
Papyrus als Beschreibstoff lässt sich in Ägypten für den Beginn des 3. Jahrtausends v. Chr. nachweisen. Für Griechenland ist die Verwendung von Papyrus spätestens seit der zweiten Hälfte des 5. Jahrhunderts vor Chr. durch Funde nachweisbar. Von dort ausgehend fand der Papyrus im Römischen Reich eine weite Verbreitung. Die ältesten griechischen Papyri, die datiert werden können, stammen aus dem 4. Jahrhundert v. Chr. Als ältestes in Ägypten gefundenes Stück gilt der 1902 bei Abusir entdeckte Timotheus-Papyrus aus der Papyrussammlung des Ägyptischen Museums zu Berlin mit bedeutenden Teilen (ca. 250 Verse) der Dichtung Die Perser des Timotheos von Milet (* um 450 v. Chr. in Milet; † um 360 v. Chr. in Makedonien). Aus der zweiten Hälfte des 5. Jahrhunderts v. Chr. soll der Derveni-Papyrus stammen, der 1962 außerhalb Ägyptens in den Derveni-Gräbern in Makedonien gefunden wurde und seit Oktober 2015 als ältestes erhaltenes Buch Europas zum UNESCO-Weltdokumentenerbe zählt. Die ältesten nicht als Bodenfunde geborgenen, sondern als Bibliotheksbestand kontinuierlich überlieferten Papyri sind die ravennatischen Urkunden auf Papyrus aus der Zeit von Mitte des 5. bis ins 10. Jahrhundert, die sich im Archiv der Kanzlei des Erzbistums Ravenna befinden. Frühmittelalterliche Urkunden auf Papyrus, zumeist Papsturkunden und Urkunden der germanischen Reiche der Völkerwanderungszeit, sind auch andernorts überliefert, die meisten in der Abtei St. Denis.
Beschrieben wurde Papyrus bevorzugt parallel zur Faserrichtung (recto), also parallel zur Längsseite der Papyrusbahn. In der Schriftrolle ist dies die Innenseite. Der Text wird dabei zeilenweise in Kolumnen angeordnet, die durch einen Abstand (Interkolumnium) voneinander abgesetzt sind. Eine – quer zur Faserrichtung verlaufende – Beschriftung der Rückseite (verso) geht in den meisten Fällen auf eine spätere Wiederverwendung des Materials zurück. Die Faustregel, dass die Beschriftung der Außenseite jünger ist als die der Innenseite, ist hilfreich für die chronologische Einordnung von Schriften und Texten. Sie gilt allerdings nur für den Zeitraum von etwa 250 v. Chr. bis 400 n. Chr.
Nach den Bücherverlusten in der Spätantike wurde die Papyrusrolle allmählich vom Papyruskodex und vor allem vom – sich langfristig durchsetzenden – Pergamentkodex als Träger der wenigen noch überlieferten literarischen Texte verdrängt. Pergament war zwar teurer, aber auch glatter, widerstandsfähiger und beständiger.
Für Urkunden und Briefe blieb Papyrus örtlich bis in das frühe Mittelalter ein geläufiges Schreibmaterial. In Italien wurde Papyrus in der päpstlichen Kanzlei und in Unteritalien bis ans Ende des 11. Jahrhunderts verwendet.

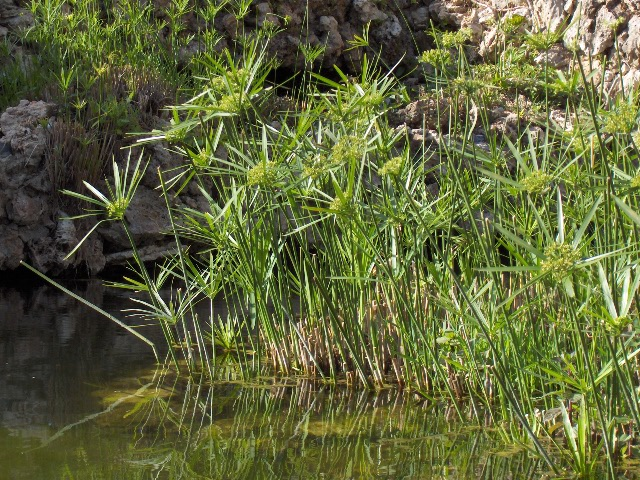
Die Pflanze wird in ihrer Heimat Ägypten am Ufer des Nils angebaut.
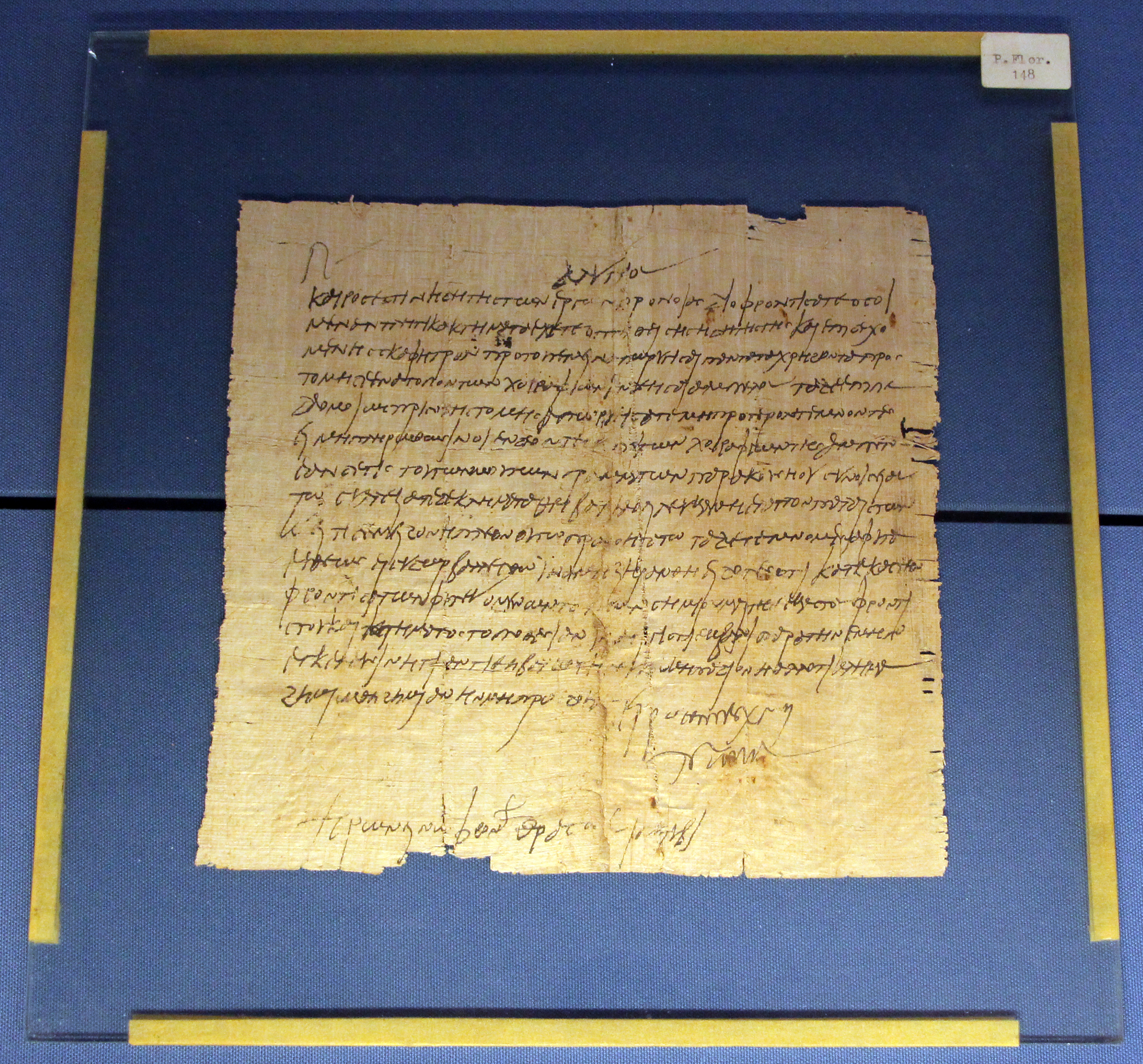
P. (Papyrus) Flor. II 148 (265/266 n. Chr.) Brief des regionalen Verwalters Alypios an den Gutsverwalter Heroneinos mit Anweisungen zu Maßnahmen im Weinbau in griechischer Kursivschrift.
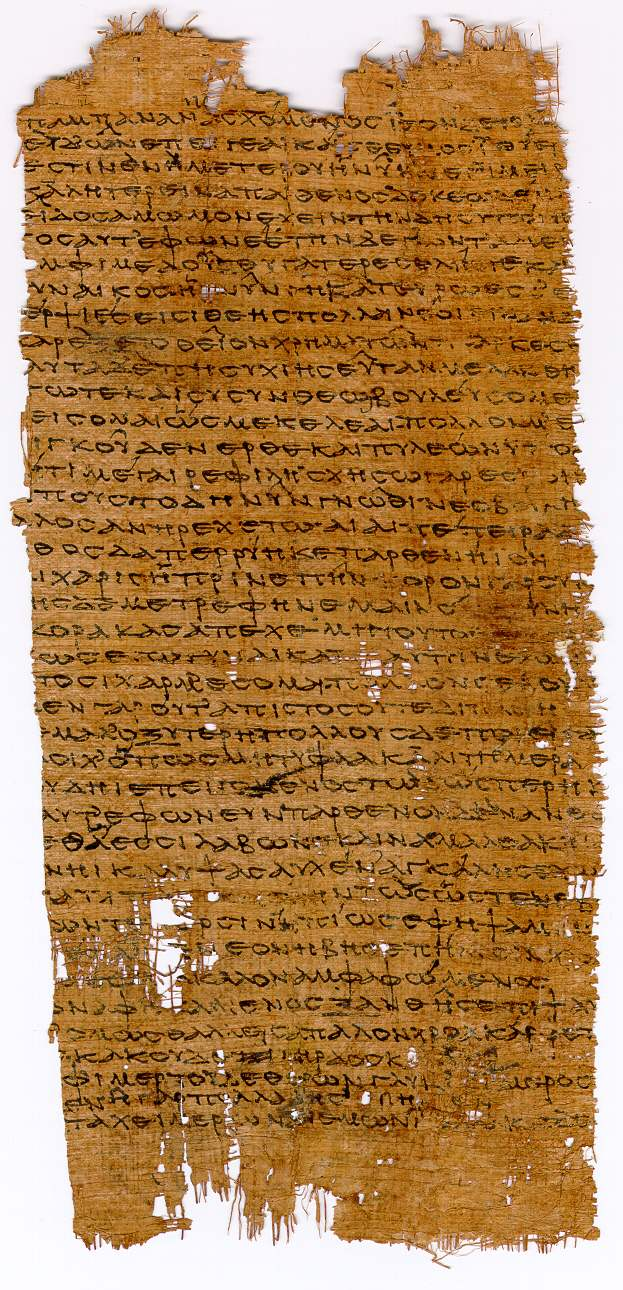
P. Köln II 58 (1./ 2. Jahrhundert) mit Versen des Archilochos in altgriechischer Sprache, geschrieben in griechischer Buchschrift.
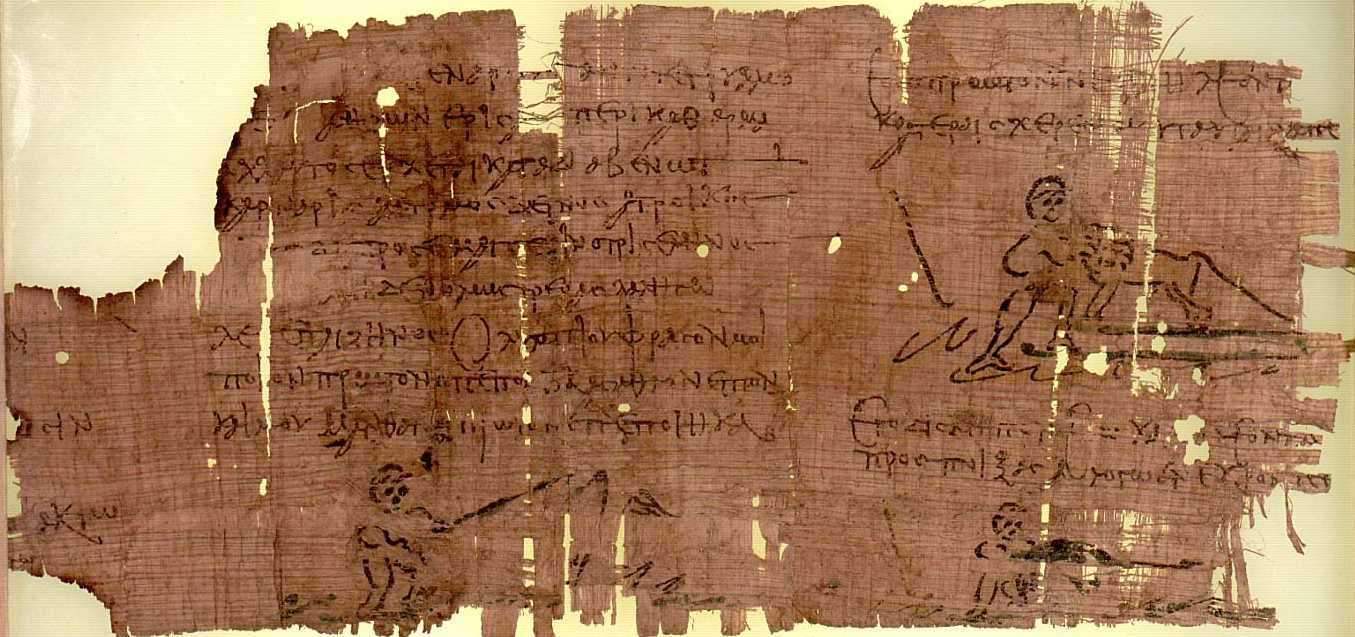
P. Oxy. XXII 2331 (3. Jahrhundert.) mit Versen in Altgriechischer Sprache über die Arbeiten des Herakles, in griechischer Kanzleischrift und mit Federzeichnungen.

## Bedeutung für die Textüberlieferung
Papyrus ist empfindlich gegen mechanische Beanspruchung, Feuchtigkeit und Wurmfraß, weist aber grundsätzlich eine erstaunlich hohe Haltbarkeit auf. Plinius erwähnt sein Studium in einer 300 Jahre alten Papyrusrolle. Bis in die Gegenwart sind Papyri fast ausschließlich im trockenen Wüstensand Nordafrikas (vor allem Ägyptens) und des Vorderen Orients erhalten geblieben. In Ägypten sind vom 3. Jahrhundert v. Chr. bis in die römische Kaiserzeit beschriftete Papyri auch in Zweitverwendung zu Kartonagen verklebt worden, die für die Umhüllung von Mumien verwendet wurden. Durch Auflösung der Kartonagen können die Texte auf den Papyri wieder lesbar gemacht werden.
Berühmt sind die Funde aus dem ägyptischen Oxyrhynchus. Über 400.000 Fragmente von Oxyrhynchus-Papyri wurden seit Ende des 19. Jahrhunderts ausgegraben. 1898 veröffentlichten Bernard P. Grenfell und Arthur S. Hunt den ersten Band der Reihe The Oxyrhynchus Papyri. Bis 2020 sind 84 Bände innerhalb der 105 Bände der Graeco-Roman memoirs erschienen, womit zwar ein nicht unerheblicher Teil der Oxyrhynchus-Papyri, jedoch noch bei weitem nicht der gesamte Bestand ediert wurde.
Papyri sind von Bedeutung für die Textüberlieferung der griechischen und lateinischen Literatur der Antike. Die meisten Texte sind nur in mittelalterlichen Kodizes überliefert. Wenn Textstellen auf Papyrus erhalten sind, können die Texte der Kodizes in die Antike zurückverfolgt und ggf. korrigiert werden. Knapp 130 neutestamentliche Passagen und Fragmente sind bis 2014 auf Papyrus entdeckt worden.
Gelegentlich schließt ein Papyrusfund eine Lücke im erhaltenen Œuvre eines antiken Autors. So wurde etwa im Jahr 1958 Menanders Komödie Dyskolos aus einem Papyruskodex bekannt. Auch die staatstheoretische Schrift des Aristoteles Athenaion politeia ist ausschließlich durch einen Papyrus (London, British Museum, Pap. 131) überliefert. Auf Papyrus ist außerdem eine große Menge von Amts-, Alltags-, Rechts- und Geschäftsdokumenten der Antike erhalten.
Ein bedeutender Fundkomplex außerhalb Ägyptens von vorwiegend literarischen Papyri sind die Herculanensischen Papyri. Es handelt sich dabei um ca. 1800 verkohlte Rollen der Privatbibliothek einer Villa vor den Toren Herculaneums (Villa dei Papiri), die durch den Vesuvausbruch des Jahres 79 n. Chr. konserviert wurden und inzwischen mithilfe technischer Verfahren, darunter radiologische Untersuchungen, lesbar gemacht und ediert werden können.